# Billy Rose

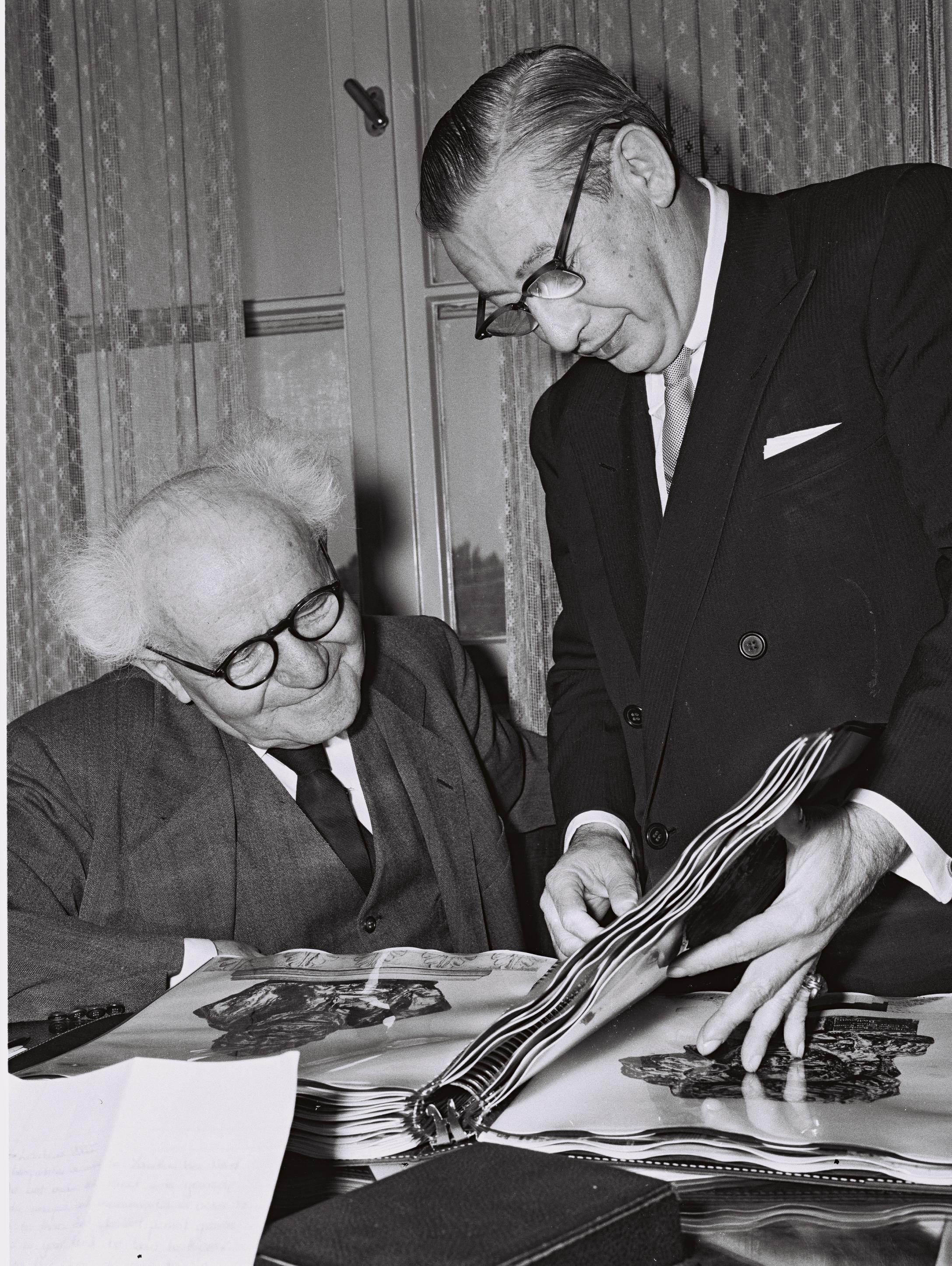
David Ben-Gurion och Billy Rose, 1960.

William Samuel "Billy" Rose, ursprungligen Rosenberg, född 6 september 1899 i New York, död 10 februari 1966 i New York, var en amerikansk impressario och låtskrivare. Han skrev musik till filmen Jazzkungen.
Han var gift med komikern Fanny Brice 1929–1938 och simmaren Eleanor Holm 1939–1954.